# Leap Year Glacier
Der Leap Year Glacier (englisch für Schaltjahr-Gletscher) ist ein Gletscher in den Bowers Mountains des ostantarktischen Viktorialands. Er fließt zwischen dem Molar-Massiv und Mount Stirling nach Südosten zum Black-Gletscher. 
Die Nordgruppe einer von 1963 bis 1964 durchgeführten Kampagne im Rahmen der New Zealand Geological Survey Antarctic Expedition benannte ihn so, nachdem Mitglieder der Gruppe nach einem Aufstieg über den Sledgers-Gletscher am Neujahrstag des Schaltjahres 1964 diesen Gletscher erreicht hatten. 